# 清水多吉
清水 多吉（しみず たきち、1933年8月8日 - 2024年12月3日）は、日本の哲学者、立正大学名誉教授。フランクフルト学派の研究に取り組んだ先駆的哲学者。

## 来歴
福島県会津若松生まれ。東京都立新宿高等学校を卒業、東京大学文学部哲学科卒。1963年から立正大学に勤務、教授、2004年に定年退任、名誉教授。また、神奈川大学の非常勤講師も務めた。
2024年12月3日、慢性心不全のため死去。91歳没。

## 著書
- 『戦争論入門 - かけひきの論理 勝つ科学』 日本文芸社、1974
- 『一九三〇年代の光と影 - フランクフルト学派研究』 河出書房新社、1977、増補版1986
- 『ヴァーグナー家の人々 - 30年代バイロイトとナチズム』 中公新書、1980、中公文庫、1999
- 『ベンヤミンの憂鬱』 筑摩書房、1984
- 『西周 兵馬の権はいずこにありや』ミネルヴァ書房（ミネルヴァ日本評伝選）、2010
- 『岡倉天心 美と裏切り』中央公論新社（中公叢書）、2013
- 『柳田國男の継承者 福本和夫』ミネルヴァ書房（人と文化の探求⑨）、2014
- 『武士道の誤解 捏造と歪曲の歴史を斬る』日本経済新聞出版社、2016
- 『『戦争論』入門 クラウゼヴィッツに学ぶ戦略・戦術・兵站』中央公論新社、2017
- 『語り継ぐ戦後思想史 体験と対話から』彩流社、2019

共著
- 『物語 クラウゼヴィッツ『戦争論』』 杉之尾宜生、日本経済新聞出版社、2015

共編
- 『クラウゼヴィッツと「戦争論」』 石津朋之共編、彩流社、2008

監修
- 石原ヒロアキ『漫画 クラウゼヴィッツと戦争論』監修 並木書房 2019

## 翻訳
- クラウゼヴィッツ『戦争論』（上下）、現代思潮社、1966、中公文庫（改訳）、2001
- マルクーゼ『ユートピアの終焉』合同出版、1968、中公クラシックス、2016
- マルクーゼ『生と死の衝動』（片岡啓治共訳）合同出版、1969
- ホルクハイマー『道具的理性批判 2 権威と家族』イザラ書房、1970
- ホルクハイマー『権威主義的国家』 紀伊国屋書店、1975
- フッサール、ハイデッガー、ホルクハイマー『30年代の危機と哲学』（手川誠士郎共編訳）イザラ書房、1976、平凡社ライブラリー、1999
- ハーバーマス『社会科学の論理によせて』 国文社、1991。共訳
- ハーバーマス他『過ぎ去ろうとしない過去 - ナチズムとドイツ歴史家論争』（徳永恂共訳）人文書院、1995
- ハーバーマス『討議倫理』（朝倉輝一共訳）法政大学出版局、2005、新装版2013

## 記念論集
- 『知の軌跡 - 20世紀を顧みる 清水多吉先生古稀記念論文集』北樹出版、2004

## 参考
- 手川誠士郎, 「清水多吉先生のご退職を惜しむ」『立正大学文学部論叢』 119号 p.5-16, 立正大学文学部, 2004-03, ISSN 0485215X